# Мозорофа
Мозорофа је насеље у Италији у округу Ређо ди Калабрија, региону Калабрија.
Према процени из 2011. у насељу је живело 1830 становника. Насеље се налази на надморској висини од 346 м.